# Calathidius acuminatus
Calathidius acuminatus es una especie de escarabajo de la familia Carabidae.

## Distribución geográfica
Es endémica de Tenerife, en las islas Canarias (España).